# Aureliano in Palmira
Aureliano in Palmira és una òpera en dos actes composta per Gioachino Rossini sobre un llibret italià en el qual el llibretista només s'acreditava amb les inicials "G.F.R." El llibret s'ha atribuït generalment a Felice Romani, però de vegades al desconegut Gian Francesco Romanelli.. La història es basa en el llibret de Gaetano Sertor per a l'òpera Zenobia in Palmira (1789) i se centra en la rivalitat entre l'emperador romà Aurelià i príncep Arsàcides de Pèrsia sobre la bella Zenòbia, reina de Palmira. S'estrenà al Teatro alla Scala de Milà el 26 de desembre de 1813.
La història es basa en el llibret de Gaetano Sertor per a l'òpera Zenobia di Palmira de Pasquale Anfossi de 1789 i se centra en la rivalitat entre l'emperador romà Aurelià i el príncep Arsace de Pèrsia per la bella Zenòbia, reina de Palmira.
El duet de l'acte 1 entre Zenobia i Arsace, "Se tu m'ami, o mia regina" (Si m'estimes, oh meva reina), va ser molt admirat per Stendhal. Encara que mai havia vist una interpretació completa d'Aureliano a Palmira, va escoltar el duet en un concert a París i va qualificar la seva música de "sublim" i un dels millors duets que Rossini havia escrit. Altres músiques d'aquesta òpera, especialment l'obertura, van ser posteriorment reutilitzades per Rossini a Elisabetta, regina d'Inghilterra i a El barber de Sevilla.

## Representacions
Segle XIX

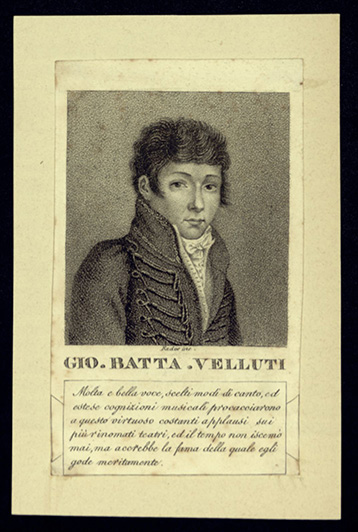
Giovanni Battista Velluti de Luigi Rados

Aureliano in Palmira va ser el segon encàrrec de Rossini a La Scala. Va obrir la temporada de Carnaval del teatre amb el famós castrat, Giovanni Battista Velluti com a Arsace. Va ser l'únic paper que Rossini va escriure per a la veu de castrat. Rossini havia escrit originalment el paper d'Aureliano per a Giovanni David, un dels tenors més reconeguts de l'època. Tanmateix, els problemes de gola durant els assajos van fer que David es retirés de la producció, i Luigi Mari va ocupar el seu lloc. La popular soprano Lorenza Correa va cantar el paper de la reina Zenòbia. L'orquestra de l'estrena va ser dirigida per Alessandro Rolla, amb la posada en escena dirigida per Alessandro Sanquirico.
La nit d'obertura de l'òpera va resultar decebedora per als crítics milanesos que van elogiar la producció però van considerar que la música era inferior a la de Tancredi de Rossini que s'havia estrenat a Venècia a principis d'aquell any. També hi va haver crítiques als tres cantants principals. No obstant això, va tenir una sèrie de 14 funcions a La Scala aquella temporada i es va representar esporàdicament en diversos teatres italians (inclòs el Teatro di San Carlo de Nàpols) entre 1814 i 1831. També es va representar a Londres el 1826, de nou amb Velluti com a Arsace. L'òpera va caure més o menys en l'oblit.
A Barcelona es va estrenar el 12 d'agost de 1822, segons el Diario constitucional, mercantil y político de Barcelona, que no indicava el teatre, la qual cosa fa pensar en el Teatre de la Santa Creu. Els intèrprets de l'estrena varen ser Carolina Pellegrini, Antonieta Mosca i Claudio Bonoldi, qui també es va fer càrrec de la direcció escènica, sota la direcció de Ramon Carnicer i Batlle. Es van fer diverses representacions fins al novembre del mateix any.
Segle XX i més enllà
La seva primera actuació moderna va ser el setembre de 1980 al Teatro Politeama de Gènova dirigida per Giacomo Zani, amb Paolo Barbacini com a Aureliano, Helga Müller-Molinari com a Arsace i Luciana Serra com a Zenobia. Hi va haver un altre renaixement important el 1996 al Rossini in Wildbad Festival dirigit per Francesco Corti, amb Donald George com a Aureliano, Angelo Manzotti com a Arsace i Tatiana Korovina com a Zenobia. Es va tornar a representar l'any 2011 a Martina Franca i va rebre una nova producció al Rossini Opera Festival de Pesaro l'agost de 2014. La producció de Pesaro, dirigida per Will Crutchfield i dirigida per Mario Martone, va ser la primera representació de l'⁣edició crítica de l'òpera, que Crutchfield va preparar.

## Argument
Lloc: Palmira i voltants
Temps: 271-272 aC.

### Acte I

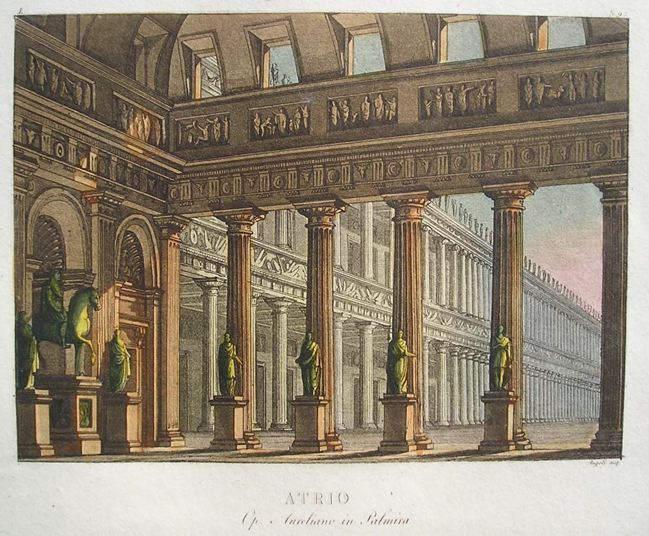
Escenari per al primer acte per a l'estrena a La Scala (Alessandro Sanquirico)

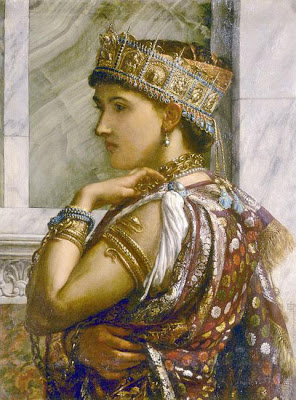
La reina Zenòbia per Edward Poynter (1878)

La reina Zenobia, el seu amant Arsace i els sacerdots ofereixen sacrificis al temple d'Isis i preguen per l'alliberament del perill que representa l'exèrcit romà que s'acosta. El general Oraspe entra al so de la música marcial i anuncia que l'exèrcit d'Aureliano està als afores de Palmira. Arsace ofereix les seves tropes perses per defensar la ciutat, però després d'una escena de batalla fora de la ciutat, els perses són derrotats. Mentre els soldats romans celebren la seva victòria, Aureliano arriba i interroga a Arsace, ara pres, i aquest li respon amb dignitat que li agrada Zenobia i està disposat a morir per ella.
Zenobia ha amagat els tresors del regne a les criptes sota el palau. Decideix oferir amb les seves tropes una última resistència a l'invasor. Ella sol·licita una entrevista a Aureliano per tal d'alliberar els presoners. Quan Aureliano es nega, ella demana veure a Arsace per última vegada, cosa que accepta. Aureliano interromp la conversa entre Zenobia i Arsace i anuncia que Arsace serà alliberat si renuncia a Zenobia, però ho refusa; Arsace llavors és condemnat a mort. Els dos exèrcits es preparen per a una última batalla.

### Acte II

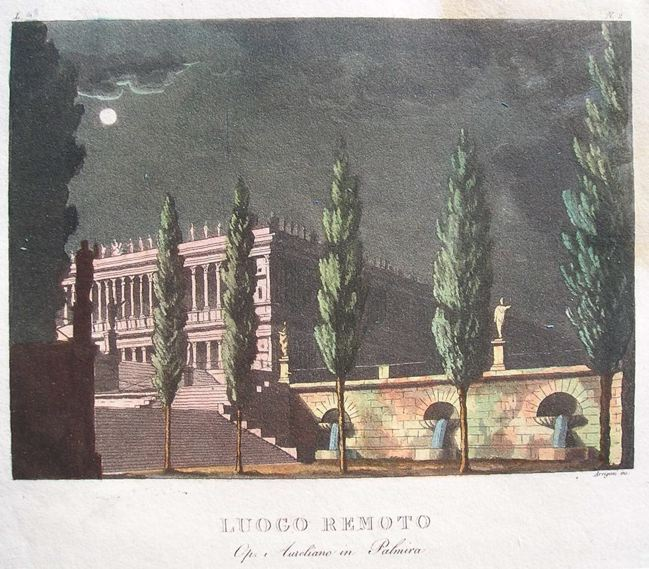
Escenari per al segon acte per a l'estrena a La Scala (Alessandro Sanquirico)

Palmira es troba ara en mans dels romans. Aureliano entra al palau de Zenobia i li ofereix el seu amor, que ella refusa. Mentrestant, Arsace és alliberat per Oraspe i fuig als turons al costat de l'Eufrates, on és recollit per un grup de pastors. Els soldats se li uneixen i li diuen que Zenobia ha estat feta presonera. Per alliberar-la, Arsace planejant un nou atac contra els romans.
Al palau, Aureliano proposa a Zenobia de compartir amb ell la corona de Palmira, però ella no vol. Durant la nit, i Zenobia i Arsace es retroben, però són descoberts pels soldats romans. Aureliano decreta que acabin els seus dies en cel·les separades. Publia, filla del general romà i secretament enamorada d'Arsace, suplica a Aureliano la seva compassió.
L'escena final té lloc en una gran sala del palau. Els líders i els sacerdots de l'imperi derrotat es reuneixen per implorar a Aureliano. Oraspe, Arsace i Zenobia són portats a l'habitació encadenats. Mentrestant, la postura d'Aureliano ha canviat, allibera els captius i dona a Arsace i Zenobia la possibilitat que regnin en tot l'Imperi de Palmira com a fidels aliats de l'Imperi Romà. El cor final canta les bondats d'Aureliano i dona curs a la seva alegria.

## Estructura
- Simfonia

### Acte I
1. Cor Sposa del grande Osiride
2. Duet Coraggio, o figli (Zenobia, Arsace)
3. Ària Secondino gli dèi (Gran sacerdote)
4. Cavatina Romani! A voi soltanto (Aureliano)
5. Duet Stretto in catene (Aureliano, Arsace)
6. Ària Giorno di gloria (Licinio)
7. Scena Vincemmo, ma resta ancora (Aureliano, Publia, Zenobia)
8. Cavatina Là pugnai, la sorte arrise (Zenobia, cor)
9. Duet Chi mai creduto avrìa (Aureliano, Publia)
10. Arioso Se Zenobia s'arrende (Publia)
11. Ària Eccomi, ingiusti numi (Arsace)
12. Final I Sento che assai (Aureliano, Arsace, Zenobia, cor)

### Acte II
1. Cor Vinta è Zenobia
2. Scena e Duetto Se libertà t'è cara (Aureliano, Zenobia)
3. Coro L'Asia in faville è volta
4. Scena i ària Dolci silvestri orrori - Non lasciarmi in tal momento (Arsace, cor)
5. Scena i ària Corrasi! Io fremo (Aureliano, cor)
6. Scena Vedesti come irato (Publia, Zenobia, Oraspe)
7. Ària Deciso è il destino (Publia)
8. Final II Scacciar m'è forza alfine (Aureliano, Publia, Licinio)
9. Stretta del final Nel tuo core unita sia (cor, Aureliano, Publia, Zenobia, Arsace)[12]

## Enregistraments
| Any  | Elenc: Aureliano, Zenobia, Arsace, Gran Sacerdote                          | Director, Teatre d'òpera i orquestra | Segell                                 |
| ---- | -------------------------------------------------------------------------- | --- | -------------------------------------- |
| 1980 | Paolo Barbacini, Luciana Serra, Helga Müller-Molinari, Orazio Mori         | Giacomo Zani, Orquestra del Teatro dell'Opera Giocosa di Genova i el Gregorio Magno Chorus. (Enregistrament d'una actuació al Teatro Politeama Genovese, Gènova, 11 de septembre) | Àudio CD: Sarx ANG Cat: 97001          |
| 1996 | Donald George, Tatiana Korovina, Angelo Manzotti, Alexander Alnicolli      | Francesco Corti, Orquestra I Virtuosi di Praga i el Czech Chamber Chorus (Enregistrament d'una actuació al Rossini in Wildbad Festival, Juliol)                                   | Àudio CD: Bongiovanni Cat: GB 2201/2-2 |
| 2011 | Bogdan Mihai, Maria Aleida, Franco Fagioli, Luca Tittoto                   | Giacomo Sagripanti, Orchestra Internazionale d'Italia and the Coro Slovacco di Bratislava (Enregistrament d'una actuació al Festival della Valle d'Itria, 2011)                   | DVD: Bongiovanni, Cat: AB 20022        |
| 2012 | Kenneth Tarver, Catriona Smith, Silvia Tro Santafe, Andrew Foster-Williams | Maurizio Benini, London Philharmonic Orchestra and Geoffrey Mitchell Choir | Àudio CD: Opera Rara, Cat: ORC46       |